# Lydtekniker
En lydtekniker arbejder med den tekniske side af lydformidling, for eksempel i forbindelse med radio, TV, film, pladeindspilning, koncert, teater og andre kunstudtryk. Lydteknikeren bliver ofte overset, men med sit værktøj og sin kundskab om udstyr, instrumenter og akustik, er han eller hun ofte i afgørende grad med til at forme kunstnernes udtryksform. Blandt de værktøjer som en lydtekniker anvender kan nævnes mixerpult, digitale og analoge effekter, equalizer og mikrofoner. Lydteknikeren er ofte den som ingen tænker på, hvis han gør et godt job, men den som får stor opmærksomhed når teknikken svigter eller han laver en fejl. Nogle gange kan overgangen mellem lydtekniker og musikproducer være uklar. Popgruppen ABBAs lydtekniker, Michael B. Tretow regnes for eksempel ofte for at være på niveau med berømte pladeproducenter.